# Jim Keltner
Jim Keltner (Tulsa, Oklahoma, 27 d'abril de 1942) és un distingit músic d'estudi que ha contribuït al treball de molts artistes coneguts en el camp de la música.

## Biografia
Keltner és especialment conegut per la seva tasca en els treballs discogràfics en solitari de tres dels Beatles, participant en discos de George Harrison, John Lennon (inclosos treballs discogràfics de la seva esposa, Yoko Ono, i de la primera banda de Lennon, Plastic Ono Band), i Ringo Starr. Ell i Ringo van ser els bateries encarregats de tocar en The Concert For Bangladesh, primer concert benèfic organitzat per George Harrison i Ravi Shankar l'agost de 1971. Keltner s'uniria el 1974, després de nombroses trucades, a la gira nord-americana desenvolupada per Ravi Shankar i George Harrison, el primer concert del qual va tenir lloc el 20 de novembre de 1974.
La relació de Keltner amb els membres de The Beatles va ser suficient com per ser el centre d'atenció en algunes paròdies organitzades tant per Harrison com per Starr el 1973. A la primavera del mateix any, Paul McCartney, l'únic Beatle que mai no va treballar amb Keltner, inclouria una nota a la contratapa de l'àlbum de Wings Red Rose Speedway, animant els seguidors a unir-se al Wings Fun Club enviant una carta amb nom i direcció a un apartat de Londres. Més tard el mateix any, Harrison i Starr animarien els seus seguidors, als àlbums Living In The Material World i Ringo respectivament, a unir-se al Jim Keltner Fun Club enviant un elefant amb nom i cognom a una direcció de Hollywood, parodiant McCartney. En el vídeo del tema "This Song", de George Harrison, Keltner figura al paper de jutge.
A finals dels 80, Keltner s'uniria a l'All-Starr Band creada per Ringo. També tocaria la bateria als dos àlbums gravats per Traveling Wilburys, supergrup format per Harrison i en el qual figuraven Roy Orbison, Bob Dylan, Tom Petty i Jeff Lynne, sota el pseudònim de Buster Sidebury.
Com a percussionista, Keltner va començar en el camp del jazz, si bé la primera sessió a la qual assistiria seria l'enregistrament del tema "She's Just My Style", del grup de pop Gary Lewis And The Playboys. De forma addicional al seu treball amb els tres Beatles, Keltner, com a bateria independent, ha treballat per a Jerry Garcia, Eric Clapton, Joe Cocker, The Rolling Stones, Rom Wood, Bill Wyman, Mick Jagger, Keith Richards, Bob Dylan, Joni Mitchell, Brian Wilson, Bill Frisell, Neil Young, Phil Keaggy, Crowded House, Fiona Apple, Elvis Costello, The Bee Gees, Ry Cooder, Sam Phillips, Pink Floyd, Steely Dan, Rufus Wainwright, Tom Petty, la Steve Miller Band i Lucinda Williams, Leon Gieco (Argentina), entre d'altres.
El 1987, Keltner, al costat del guitarrista Ry Cooder i el baixista Nick Lowe, es van reunir per tocar a l'àlbum de John Hiatt Bring The Family. Cinc anys després, els quatre músics es reunirien sota el nom de Little Village, arribant a gravar un àlbum del mateix nom.
El 29 de novembre de 2002, Jim va tocar en el Concert for George, concert homenatge a George Harrison, un any després de la seva mort. Prèviament, havia gravat al costat de Dhani Harrison i a Jeff Lynne l'àlbum pòstum de Harrison, Brainwashed.
El 2006, sortiria de gira amb T Bone Burnett a la gira The True False Identity. Més tard, seria requerit per participar en l'àlbum Last Man Standing, de Jerry Lee Lewis.

## Estil musical
Està especialitzat en la música R&B, i ha estat reconegut com a influència en bateries com Jeff Porcaro i Danny Seraphine, del grup Chicago. El seu estil musical unifica un enganyós i alhora simple patró de bateria amb una precisió extraordinària. Una demostració del seu estil pot escoltar-se en el tema "Jealous Guy" de l'àlbum Imagine de John Lennon, l'inquietant "Sue Me, Sue You Blues" de George Harrison, el single "Dreamweaver" de Gary Wright o en "Lay Down Sally", d'Eric Clapton.